# Ononis polysperma
Ononis polysperma är en ärtväxtart som beskrevs av Jean François Gustave Barratte och Svante Samuel Murbeck. Ononis polysperma ingår i släktet puktörnen, och familjen ärtväxter. Inga underarter finns listade i Catalogue of Life.